# Konno Aszami
Konno Aszami (紺野あさ美; Szapporo, Hokkaidó, 1987. május 7. –) japán énekesnő, színésznő és televíziós műsorvezető. A Morning Musume ötödik generációjának tagja, de részt vett a Country Musume és a Tanpopo tevékenységeiben is.

## Élete

### 2001–2003
2001-ben csatlakozott a Morning Musume-hez a csapat ötödik generációjának tagjaként. 2002-ben szerepet kapott a „Morning Town” című Morning Musume darabban. Ebben az évben tagja lett az Odoru11 kevert csapatnak, majd a Tanpopo nevű alcsapat második generációjának. 2003-ban bekerült a Morning Musume Sakura Gumi-ba, és a H!P önálló teremfoci csapatába, a Gatas Brilhantes-be. Ebben az évben lett tagja a Country Musume-nek, és szerepelt a „Kochira Hon Ikegami Sho2” című drámában, és bekerült a 11WATER című unitba.

### 2004–2009
2004-ben a Morning Musume „Namida ga tomaranai houkago” című kislemezében az ő hangja kapta a főszerepet. 2005-ben tagja lett a Hello! Project Akagumi-nak. 2006-ban Ogava Makoto-val együtt elhagyták a csapatot, hogy tanulmányait egyetemi keretek között folytathassa. Későbbi bejelentése alapján Japán egyik legpatinásabb magánegyetemén, a Keio University-n tanult. 2007-ben visszatért a H!P-be, méghozzá az Ongaku Gatas tagjaként. A Hello! Project-et végül 2009-ben, az Elder Club távozásával hagyta el.

### 2010–2013
2010 áprilisában bejelentették, hogy a TV Tokyo csatornáján bemondó lesz, és emiatt 2011-ben abbahagyta a Gatas Brilhantes béli tevékenységeit. Az évben Takahasi Ai búcsúkoncertjén megjelent Ogava Makoto-val együtt. Ezután bejelentették, hogy „Junjou Fighter” címmel kislemezt jelentet meg. Augusztusban burlvárlapok hírül adták, hogy Aszami a barátjával, Macumoto Takanori-val él együtt Tokió-ban.

### 2014–2017
2014 tavaszán rossz egészségi állapota miatt rövid pihenőidőre kényszerült tévés munkájából. 2015-ben más volt Morning Musume tagokkal együtt fellépett a TV Tokyo “TV Tokyo Ongakusai” című műsorában. 2017-ben feleségül ment Szugiura Tosiro-hoz, majd a családalapítás miatt felmondott a TV Tokyo csatornánál. Nyáron bejelentette, hogy várandós első gyermekével, majd megnyitotta “‘Morimori Gohan to Kosodate Nikki” című blogját, mely a háztartásbeli-életről a gyermeknevelésről és a családról szól. Szeptember 15-én megszületett egészséges kislánya.

## Filmográfia

### Drámák
- 2002 – Angel Hearts
- 2002 – Ore ga Aitsu de Aitsu ga Ore de (おれがあいつであいつがおれで)
- 2003 – Kochira Hon Ikegami Sho 2 (こちら本池上署2) (Guest)[9]
- 2004 – New Cyborg Shibata (新サイボーグしばたっ!!, Shin Saibōgu Shibata!!)
- 2005 – Fight! Cyborg Shibata 3 (闘え!!サイボーグしばた 3, Tatakae!! Cyborg Shibata 3)

### Filmek
- 2002 – Tokkaekko (とっかえっ娘。)
- 2003 – Koinu Dan no Monogatari (子犬ダンの物語)